# Paul Pogba
Pour les articles homonymes, voir Pogba.
Paul Pogba, surnommé « La Pioche », né le 15 mars 1993 à Lagny-sur-Marne (Seine-et-Marne), est un footballeur international français qui évolue au poste de milieu de terrain à l'AS Monaco.
Formé au Havre, il signe directement à Manchester United mais, faute de temps de jeu suffisant, il quitte rapidement le club anglais pour rejoindre la Juventus FC en 2012. Avec le club italien, il remporte le championnat italien de Serie A quatre fois consécutivement, entre 2013 et 2016 et dispute la finale perdue de la Ligue des champions en 2015 contre le FC Barcelone. De retour chez les Red Devils, pour un transfert record à l'époque, il remporte la Ligue Europa et est sacré meilleur joueur de la compétition. Les années suivantes sont plus compliquées, marquées par des blessures et des mauvaises performances collectives. En 2022, alors en fin de contrat avec le club anglais, il fait le chemin inverse et retourne chez les Bianconeri.
Sélectionné en équipe de France dans chaque catégorie d'âge depuis son adolescence, il est le capitaine de la formation des moins de 20 ans qui remporte le championnat du monde 2013, dont il est élu meilleur joueur. Chez les A, il participe à la Coupe du monde 2014, à l'issue de laquelle il est désigné meilleur jeune, puis à l'Euro 2016 où la France atteint la finale. En juillet 2018, lors de la Coupe du monde en Russie, il est un acteur majeur du parcours de l'équipe nationale vers son deuxième titre mondial, ponctuant sa compétition par un but marqué en finale face à la Croatie (4-2). Blessé, Il ne participe pas à la Coupe du monde 2022 où la France atteint la finale. Très actif sur les réseaux sociaux, Paul Pogba est l'un des joueurs français les plus suivis sur Twitter et Instagram.
En 2022, Paul Pogba est victime d'une « tentative d'extorsion en bande organisée » où son frère Mathias est notamment impliqué. En parallèle, alors que ses ennuis physiques ont perduré au point qu'il a très peu joué depuis son retour à la Juventus, il est contrôlé positif à la testostérone à l'été 2023 et suspendu. Sa peine initialement de quatre ans est finalement allégée et s'achève le 11 mars 2025 ;  il peut dès lors reprendre la compétition, ailleurs qu'à la Juventus FC qui a mis fin à son contrat. Le 28 juin 2025, il s'engage avec l'AS Monaco, rejoignant ainsi la Ligue 1 pour la première fois de sa carrière professionnelle, en commençant par la saison 2025-2026.

## Biographie

### Jeunesse et formation
Né à Lagny-sur-Marne de parents guinéens, d'ethnie kpelle, originaires de Péla, dans la région de Nzérékoré.
Paul Labilé Pogba grandit dans la cité de la Renardière, à Roissy-en-Brie en Seine-et-Marne. Il est scolarisé au collège Eugène-Delacroix. Ses parents se séparent et sa mère élève ses enfants seule.
De 7 à 9 ans, Paul Pogba est un joueur confirmé de tennis de table en Île-de-France aux côtés de ses frères Florentin et Mathias, ce dernier indiquant même que Paul a fini à la troisième place d'un tournoi de 2001 en Seine-et-Marne, tandis que les deux premières places étaient occupés par ses deux frères.
Il commence à jouer au football à l'US Roissy-en-Brie puis à l'US Torcy. Il intègre ensuite les équipes jeunes du Havre AC où il devient capitaine des moins de 16 ans, suscitant déjà les convoitises de Manchester United.
À l'été 2009 le HAC dénonce l'attitude de Manchester United. Le club normand indique que le joueur est sous accord de non-sollicitation et qu'il est contraint de signer un contrat avec le club normand. Grâce à une autorisation provisoire de la FIFA, Pogba rejoint le centre de formation mancunien. En 2010, un accord amiable entre les deux clubs est trouvé.

### Carrière sportive

#### En club

##### Fin de formation et débuts à Manchester United (2009-2012)
Le 20 septembre 2011, Pogba prend part à son premier match en équipe première en entrant en début de seconde période à la place de Ryan Giggs lors de la rencontre de League Cup face à Leeds United (victoire 0-3). Utilisé à sept reprises toutes compétitions confondues par Alex Ferguson, Pogba se blesse à la cheville en 2012 lors d'un match avec l'équipe réserve des Red Devils. Cette blessure met fin prématurément à sa saison. Le même mois, l'entraîneur écossais fait part de son envie de conserver le joueur, dont le contrat arrive à expiration en juin en déclarant que le joueur avait beaucoup de potentiel.
Acteur de seulement sept matchs professionnels pendant la saison, les rumeurs courent quant au transfert du joueur vers la Juventus FC dès la fin du printemps et Alex Ferguson annonce début juillet que le Français quitte Manchester United à la suite de la non-prolongation de son contrat.

##### Confirmation à la Juventus FC (2012-2016)

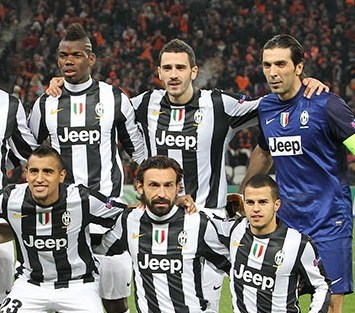
Paul Pogba, en haut à gauche, sous les couleurs de la Juventus FC lors de la saison 2012-2013.

Pogba s'engage officiellement pour quatre ans avec la Juventus le 3 août 2012. Le 22 septembre suivant, il dispute son premier match sous le maillot de la Juve à l'occasion de la rencontre comptant pour la 4e journée de Serie A face au Chievo Vérone. Le 2 octobre 2012, il prend part à son premier match de Ligue des champions en entrant en fin de rencontre lors de la 2e journée de la phase de groupes face au Chakhtar Donetsk (1-1). Le 20 octobre 2012, Pogba entre en jeu à la 75e minute du match de Serie A face à Naples et marque son premier but avec les Bianconeri sept minutes plus tard (victoire 2-0). Le 5 mai 2013, lors de la 35e journée, Pogba écope d'un carton rouge à la 83e minute de jeu pour avoir craché sur Salvatore Aronica qui l'avait bousculé. Malgré cela la Juve remporte le match contre Palerme 1-0 et est sacrée championne d'Italie. Paul Pogba quant à lui, voit sa saison se terminer puisqu'il écope de trois matchs de suspension. Durant sa première saison turinoise, Pogba dispute 37 rencontres et inscrit 5 buts.
Le 18 août 2013 en Supercoupe d'Italie, il ouvre le score face à la Lazio trois minutes après son entrée en jeu, rencontre qui se termine sur le score de 4-0 pour la Juve. Durant la rencontre, Pogba est victime d'insultes racistes provenant des supporters adverses. Il gagne alors sa place de titulaire. Le 29 septembre, il inscrit le but de la victoire sur corner lors du Derby de Turin remporté un à zéro au Stade olympique de Turin. Lors de la 12e journée de Serie A, il inscrit le but du week-end : servi aux 25 mètres, Pogba frappe une volée du droit qui rebondit sur le poteau gauche de Pepe Reina avant de rentrer pour une victoire sans appel (3-0) contre Naples. Ce but lui permet déjà d'égaler son meilleur total de buts sur une saison (5 buts) datant de la saison précédente. Le 4 décembre 2013, Pogba est élu Golden Boy 2013, titre récompensant le meilleur jeune de moins de 21 ans évoluant en Europe. En Ligue des champions, la Juve finit 3e de son groupe et est reversée en Ligue Europa. En ballotage favorable avec Claudio Marchisio dans le onze de départ d'Antonio Conte, Paul Pogba devient titulaire indiscutable et forme, avec Arturo Vidal et Andrea Pirlo, un des meilleurs milieux de terrain d'Europe. Opposé à Trabzonspor en 16e de finale de C3, Pogba s'offre son premier but dans la compétition pour s'imposer 0-2. Dimanche 4 mai 2014, Paul Pogba et la Juventus sont à nouveau champions d'Italie. Au total, Paul Pogba dispute 51 rencontres pour 9 buts, jusqu'alors sa saison la plus prolifique chez les professionnels.
Surnommé La Pioche,, Paul Pogba prend de plus en plus d'ampleur au sein du onze titulaire de Massimiliano Allegri, son nouveau coach. Lors de la 7e journée de Serie A, il égalise sur le terrain de Sassuolo d'une frappe de l'entrée de la surface dans la lucarne. Le 4 novembre suivant, contre l'Olympiakos en Ligue des champions, il inscrit son premier but en C1 pour donner la victoire à la Juventus (3-2). Il inscrit son second doublé en Serie A sur le terrain de la Lazio offrant ainsi une victoire facile aux siens (0-3). Au cours du mois de janvier, il marque à de nombreuses reprises. Tout d'abord, il ouvre le score face au SSC Naples d'une volée du droit lors de la 18e journée de Serie A, pour une victoire sur la pelouse napolitaine (1-3). Quelques jours plus tard, il participe au large succès face au Hellas Vérone en Coupe d'Italie (6-1) en inscrivant un but. Face à cette même équipe, il ouvre le score dès la 3e minute lors du match comptant pour la 19e journée de championnat, pour un succès turinois (4-0). La journée suivante, contre le Chievo Vérone, il inscrit un nouveau but puis bute sur le gardien avant de voir Stephan Lichtsteiner doubler la mise (2-0). Lors de la 26e journée, Pogba sauve son équipe en inscrivant le but du match d'une demi-volée face à Sassuolo en fin de partie, égalant ainsi son record de but en championnat (1-0). Le 18 mars 2015, lors du huitième de finale retour de Ligue des champions face au Borussia Dortmund, Paul Pogba se blesse à la cuisse droite à la suite d'un choc avec le défenseur Sokrátis Papastathópoulos. Victime d'une déchirure, son absence est alors estimée à cinquante jours. Il manque ainsi plusieurs rencontres du championnat, ainsi que le quart de finale remporté face à Monaco, et le match aller contre le Real Madrid. Il se déclare prêt pour disputer la demi-finale retour à Madrid, le 13 mai. Alors que son équipe est championne d'Italie depuis la semaine précédente, Pogba fait son retour sur les terrains face à Cagliari, le 9 mai pour la 35e journée et marque un but d'une frappe tendue depuis l'entrée de la surface (1-1). Il se qualifie avec son équipe pour la finale de la Ligue de champions en éliminant le Real Madrid (2-1 à l'aller, 1-1 au retour). La Juventus affronte le FC Barcelone pour le titre, le 6 juin à Berlin et s'incline 3-1. La saison de Paul Pogba se solde par 42 rencontres disputées pour 10 buts dont 8 en Serie A et 6 passes décisives, dépassant à nouveau ses records.
Avec le départ de Carlos Tévez, Paul Pogba délaisse le no 6 pour le no 10 porté autrefois par une légende française du club : Michel Platini. Pour cette saison, son coach, Massimiliano Allegri, choisit de faire jouer Pogba un cran plus haut pour évoluer en meneur de jeu. La saison de Pogba commence de la meilleure des manières puisque la Juve remporte la Supercoupe d'Italie aux dépens de la Lazio avec une passe décisive du Français pour le second but inscrit par la recrue Paulo Dybala. Si la Juve et Paul Pogba sont assez critiqués en ce début de saison catastrophique avec deux défaites et un nul en trois matchs, le Français fait taire les critiques lors du premier match de Ligue des champions à Manchester City où il permet à Mario Mandžukić d'égaliser (succès 1-2). Face au Genoa, il inscrit un doublé d'une reprise de volée barre rentrante puis en transformant un penalty, son premier but de la saison, pour la première victoire de son club en Serie A cette saison (0-2). Pour la 11e journée et le derby de Turin face au Torino, Pogba ouvre le score d'une lourde frappe (2-1). Cette victoire est le point de départ d'une remontée vers le podium, entrecoupée d'une qualification chaotique pour les 8e de finale de Ligue des champions et d'une qualification pour les demi-finales de Coupe d'Italie où Pogba s'offre à nouveau le Torino en inscrivant un nouveau but (4-0). En Serie A, Pogba et les siens sont auteurs d'une série de neuf victoires consécutives qui permet à la Juve de terminer la première partie de saison à la deuxième place. Après l'élimination en huitièmes de finale de la Ligue des champions par le Bayern Munich, la Juventus Turin remporte le second derby de Turin, signant le 20e match consécutif sans défaite en Serie A (19 victoires et un match nul). Le club remporte son cinquième titre consécutif, le quatrième pour Pogba. Au niveau personnel, le Français dispute 49 rencontres pour dix buts et quinze passes décisives, dont respectivement huit et douze en Serie A, ce qui lui permet d'être sacré meilleur passeur du championnat.

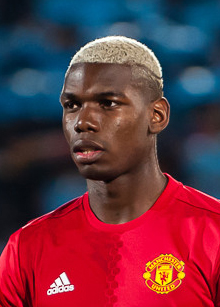
Paul Pogba en 2017 sous ses nouvelles couleurs de Manchester United.

##### Retour à Manchester United (2016-2022)
Le 9 août 2016, Paul Pogba est transféré vers son ancien club Manchester United pour la somme de 105 millions d'euros + 5 millions d'euros en bonus, faisant de lui le joueur le plus cher de l'histoire au moment de sa signature. Il y signe un contrat de cinq ans.
Il y remporte dès sa première année deux trophées : la Ligue Europa et la Coupe de la Ligue anglaise, tout en étant finaliste de la Supercoupe de l'UEFA et de la Coupe d'Angleterre en 2018.
Courtisé par la Juventus et le Real Madrid, le milieu de terrain français participe à la tournée estivale de Manchester United en juillet 2019. Absent des terrains pendant plusieurs mois, les Red Devils avaient la ferme intention de ne pas laisser le laisser filer, alors qu'il restait 18 mois de contrat au natif de Lagny-sur-Marne. Il confiera par la suite avoir très mal vécu cette période : « Je ne comprenais pas. J'étais un joueur avec un gros rôle dans l'équipe et d'un seul coup, je me retrouve sur le banc ». Il ira même jusqu'à parler de dépression : « Je suis tombé en dépression sans même m'en rendre compte. (...) Jusqu'au moment où j'ai commencé à avoir des trous dans le cuir chevelu. (...) On m'a dit que c'était le stress ».
Blessé à la cheville pendant près de trois mois en première partie de saison, l'international tricolore avait effectué son retour pour seulement quelques minutes en l'espace de deux matches fin décembre. Victime d'une rechute juste après son retour, le Red Devil n'est plus apparu avec la tunique mancunienne depuis le 26 décembre 2019, lors d'une victoire à Old Trafford face à Newcastle (4-1). Paul Pogba a manqué 36 matches avec MU depuis le début de la saison et n'a démarré que 5 rencontres de Premier League.
En 2020, le milieu de terrain français affichait publiquement ses envies d’ailleurs avant d’enchaîner sur une saison presque blanche, marquée par les blessures et les critiques incessantes en Angleterre. Depuis, la Pioche a retrouvé son niveau et la venue du Portugais Bruno Fernandes l’hiver dernier a changé la donne. Avec l’ancien Sportinguista, Pogba a retrouvé un coéquipier de taille et très influent dans l’entrejeu. Un renouveau qui s’est confirmé sur le plan statistique. Depuis le Restart en Angleterre, MU est invaincu et reste sur cinq succès de suite, toutes compétitions confondues.
Les prestations satisfaisantes de son équipe sous la houlette d'Ole Gunnar Solskjær, son entente avec Bruno Fernandes et l'explosion ou le retour au premier plan de joueurs comme Marcus Rashford, Anthony Martial et Mason Greenwood auraient servi à convaincre La Pioche de rester chez les Red Devils en 2020-2021.
Après une saison 2021-2022 ponctuée de blessures, le 1er juin 2022, le club annonce que son contrat ne sera pas renouvelé et que le joueur quittera Manchester United libre le 1er juillet 2022.

##### Retour à la Juventus FC (2022-2024)
Le 8 juillet 2022, la Juventus FC officialise le retour de Paul Pogba au sein du club six ans après l'avoir quitté. Il prend le numéro 10, déjà utilisé par le joueur en 2016, puis laissé vacant à la suite du départ de Paulo Dybala. Blessé au genou gauche en juillet et opéré en septembre, il n'aura pas disputé le moindre match avec les Bianconeri en 2022.
En début d'année 2023, alors qu'il est de retour dans le groupe de la Juventus, Paul Pogba se blesse à nouveau au cours d'un entraînement et l'empêche de reprendre la compétition. Alors qu'il fait son retour lors du match contre le Séville FC en Ligue Europa, il est pour la première fois titulaire en Serie A contre l'US Cremonese le 14 mai 2023. Cependant, il se blesse de nouveau à la cuisse gauche à la 24e minute de jeu.
Le 11 septembre 2023, il est suspendu à la suite d'un contrôle antidopage positif aux métabolites de la testostérone réalisé lors de la rencontre contre l'Udinese Calcio qui a eu lieu le 20 août 2023. L'international français risque alors jusqu'à quatre ans de suspension,,.
Le 29 février 2024, il est suspendu pour une durée de 18 mois,,. Paul Pogba annonce faire appel de la suspension,,. Le 4 octobre 2024, sa suspension pour dopage est réduite à 18 mois suite à son appel,,. Le 15 novembre 2024, la Juve annonce d'un commun accord, la résiliation du contrat du joueur à compter du 30 novembre 2024,,.

##### AS Monaco (2025-)
Le 28 juin 2025, alors absent des terrains depuis septembre 2023 suite à un contrôle antidopage positif, Paul Pogba s'engage avec l’AS Monaco en paraphant un contrat de deux ans, soit jusqu'en juin 2027,,. Avec le club de la principauté, il portera le no 8 et découvrira la Ligue 1 pour la toute première fois de sa carrière,,.

#### En sélection nationale

##### Avec les jeunes (2008-2013)
Sélectionné en équipe de France depuis les moins de 16 ans, Paul Pogba est capitaine de la sélection française durant l'Euro des moins de 19 ans en 2012. Les Bleuets s'inclinent en demi-finale face à l'Espagne (3-3 après prolongation, 2-4 aux tirs au but).
Capitaine de l'équipe, il devient champion du monde des moins de 20 ans avec les « Bleuets » le 13 juillet 2013 et est élu meilleur joueur de la compétition après avoir notamment inscrit le premier tir au but de la finale victorieuse (0-0, 4-1 tab).

##### Avec la France (2013-)

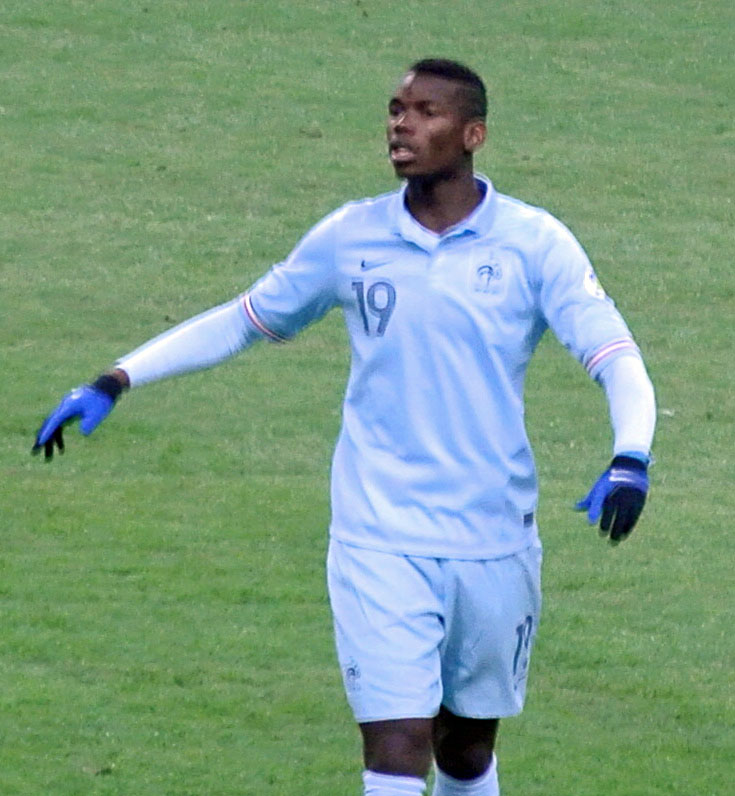
Pogba lors de sa première sélection en A le 22 mars 2013 face à la Géorgie.

Le 14 mars 2013, Didier Deschamps l'appelle pour la première fois en équipe de France dans le cadre des éliminatoires de la Coupe du monde 2014. Il honore sa première sélection avec les Bleus face à la Géorgie pour une victoire trois buts à un. Pogba est le joueur ayant touché le plus de ballons durant la rencontre. Quatre jours plus tard, il est aligné d'entrée lors du match au sommet face à l'Espagne (défaite 0-1 au Stade de France). Auteur d'une prestation convaincante, il écope en l'espace de trois minutes de deux cartons jaunes qui entraînent son expulsion à la 78e minute. Après sa suspension, Paul Pogba retrouve sa place de titulaire face à la Biélorussie où il inscrit son premier but en Bleus pour une victoire quatre buts à deux.
Désormais régulièrement titulaire de l'entrejeu tricolore, Pogba se montre encore une fois à son avantage lors du dernier match des éliminatoires face à la Finlande où la France s'impose trois à zéro. Ce résultat ne change rien à l'avenir de son équipe, qui doit passer par les barrages et affronter l'équipe d'Ukraine pour rejoindre le Mondial brésilien. Les Bleus s'inclinent deux à zéro lors du match aller mais remportent finalement le match retour par trois buts à zéro.
Déjà incontournable dans l'équipe-type de Didier Deschamps, Pogba est donc logiquement dans la liste des 23 pour le Mondial au Brésil. Pour son entrée en Coupe du monde face au Honduras, Pogba est titulaire. Après avoir été averti pour un geste d'humeur, il se rattrape et obtient le penalty de l'ouverture du score et la France s'impose trois buts à zéro. Son coup de sang lors du premier match lui vaut d'être écarté par Didier Deschamps face à la Suisse où il entre en jeu peu après l'heure de jeu et est à l'origine d'un but de Karim Benzema lors d'une victoire deux buts à cinq. Il retrouve sa place lors du dernier match de poule face à l'Équateur, mais les siens font match nul, ce qui suffit à les assurer de la première place du groupe. Lors du huitième de finale contre le Nigeria, il ouvre le score de la tête sur un corner mal senti par le gardien Vincent Enyeama et est élu homme du match entraînant la qualification de la France pour les quarts de finale (2-0). Les Bleus retrouvent l'Allemagne en quart de finale d'une coupe du monde 32 ans après la célèbre nuit de Séville. À l'issue de cette compétition, il est désigné « meilleur jeune joueur », devançant les deux autres « finalistes », son compatriote Raphaël Varane et le Néerlandais Memphis Depay.
Paul Pogba fait partie des 23 joueurs français sélectionnés par Didier Deschamps pour disputer l'Euro 2016. Pour son entrée en lice dans la compétition, Paul Pogba peine à assumer son rôle et est remplacé en cours de match lors de la victoire des siens face à la Roumanie (2-1). Il est ensuite remplaçant pour la rencontre face à l'Albanie où il entre à la mi-temps participant à la victoire qui qualifie la France pour les 8e de finale (2-0). Pour le match pour la première place du groupe entre la France et la Suisse, Paul Pogba retrouve une place de titulaire de milieu relayeur gauche, comme en club, et touche la barre transversale à deux reprises lors d'un match à score vierge. En huitième de finale contre l'Irlande, Pogba est à l'origine  d'un penalty dès la deuxième minute et oblige la France à devoir remonter au score, ce qu'elle fait grâce à un doublé d'Antoine Griezmann et ce qui la qualifie pour les quarts (2-1). En quart de finale face à la surprenante équipe islandaise, Pogba marque le deuxième but français en reprenant, de la tête, un corner d'Antoine Griezmann pour un large succès (5-2) synonyme de qualification pour les demi-finales face à l'Allemagne. Désormais relayeur aux côtés de Blaise Matuidi, Paul Pogba, après un dribble provocateur, centre et amène le second but d'Antoine Griezmann qui profite d'un ballon mal renvoyé par le gardien allemand, et permet ainsi à la France de se qualifier pour la finale (0-2). En finale face au Portugal, l'équipe s’incline lors de la prolongation (1-0 ap).
Dans la continuité de l'Euro 2016, Paul Pogba fait partie du noyau dur du collectif de Didier Deschamps. Vivement critiqué dans les médias,, le milieu de Manchester United a toujours pu compter sur le soutien de son sélectionneur. Avant la Coupe du monde, il annonce sa volonté de devenir le véritable leader des Bleus.
Après des matchs amicaux en demi teinte et une entrée difficile dans la compétition face à l'Australie, Pogba délivre finalement les Bleus à dix minutes de la fin de leur première rencontre dans le Groupe C de la phase de poules du Mondial. A posteriori, le but lui sera finalement retiré et attribué contre son camp au défenseur australien Aziz Behich, mais la compétition est lancée. Dès ce premier match, le joueur au maillot bleu n° 6 montre qu'il a simplifié son jeu, et qu'il a trouvé sa place au milieu de terrain, dans un poste plus défensif, et en tant que « rampe de lancement » des attaquants. Par ailleurs ses relations techniques avec N'Golo Kanté, et plus tard dans le tournoi avec Kylian Mbappé vont être une des clés de la réussite de l'équipe de France. Il prend également publiquement la défense de son ami Antoine Griezmann lors d'un début de compétition jugé laborieux : « Touchez pas à mon Grizou ! ».

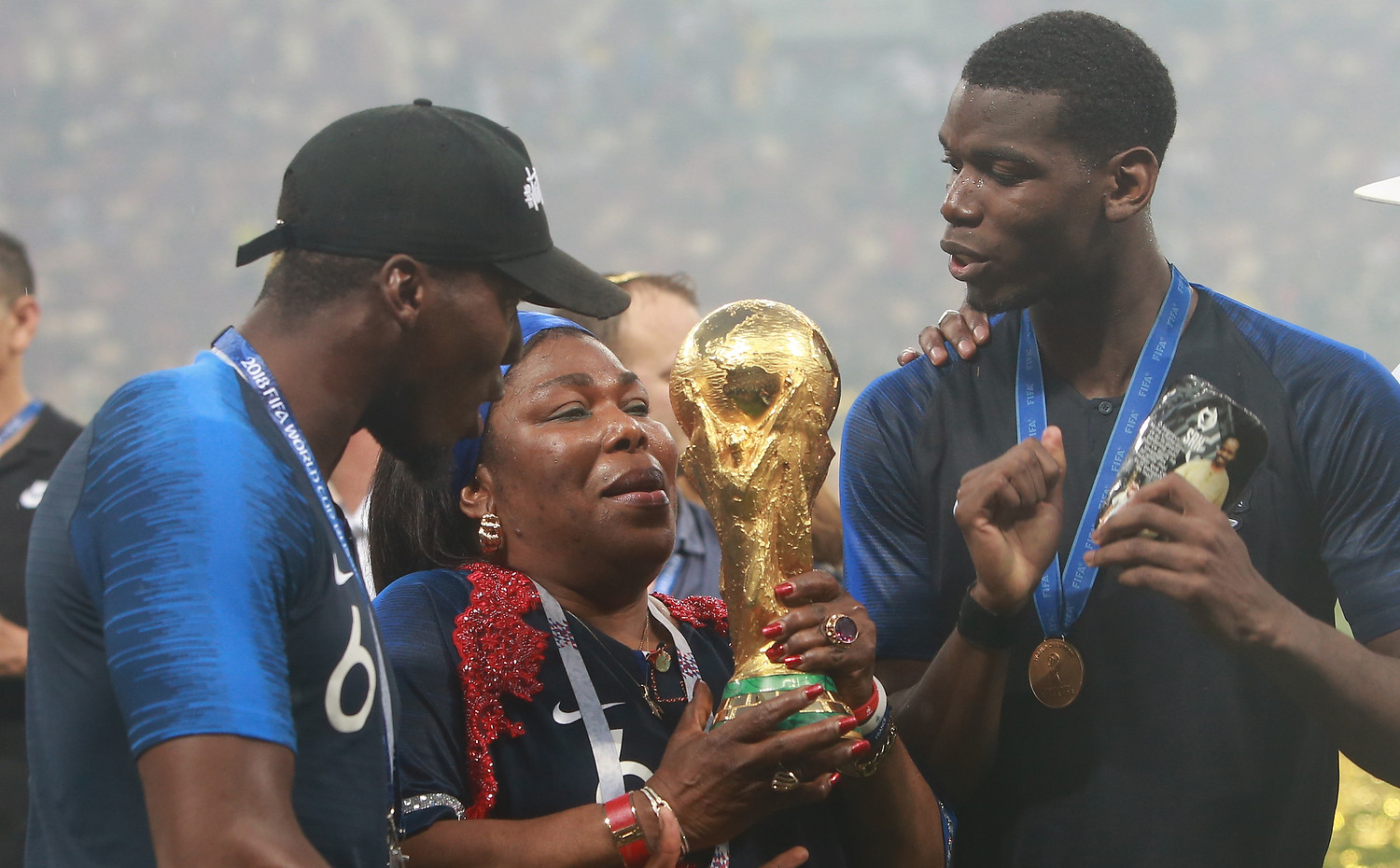
Paul Pogba, entouré de sa famille, célèbre le trophée de la Coupe du monde 2018.

Après la pression des premiers matchs, Pogba  monte en effet en puissance, à l'image du collectif français. Rayonnant au fil des rencontres, Pogba ponctue sa Coupe du monde particulièrement réussie par un but en finale face à la Croatie. Il se trouve au départ (une longue ouverture pour Kylian Mbappé) 
et à l'arrivée (après une remise d'Antoine Griezmann) du troisième but français au stade Loujniki de Moscou, qui leur permet de se détacher définitivement au score. L'Équipe de France remporte son deuxième titre de championne du monde après celui gagné en 1998, sur le score de 4 buts à 2. Trois jours avant la finale, Paul Pogba déclarait : « Moi, je n'ai pas d'étoile, elle est sur le maillot mais je ne l'ai pas gagnée, et j'ai envie d'aller la chercher, comme tous les joueurs ».
Déterminant au milieu de terrain dans la conservation de balle et l'animation aux côtés de N'Golo Kanté, constituant le « brelan d'as » de la finale dans l'animation offensive avec Griezmann et Mbappé, Pogba aura assumé son rôle jusqu'au bout du Mondial en s'imposant comme un véritable leader dans les vestiaires,. Le documentaire Les Bleus 2018 : au cœur de l'épopée russe témoigne d'ailleurs de l'impact de Pogba sur ses coéquipiers, omniprésent dans les moments clés et toujours fédérateur.
Blessé, Paul Pogba n'a plus joué avec les Bleus depuis le mois de mars 2019 en éliminatoires de l'Euro 2020. Alors qu'il doit faire son retour, il est testé positif au coronavirus le 27 août 2020. Pour cette raison, Didier Deschamps est contraint de ne pas le retenir en équipe de France  pour les deux premiers matches de la Ligue des nations 2020-2021 qui ont lieu en septembre. Il retrouve sa place en équipe de France pour la rencontre amicale face à l'Ukraine le 7 octobre, avant les matches de la Ligue des nations  qui se soldent par la qualification des Bleus pour la phase finale de la compétition.
Il fait partie de la liste des 26 sélectionnés appelés à disputer l'Euro 2020, disputé entre juin et juillet 2021, et est élu « homme du match » de la première rencontre disputée le 15 juin à Munich face à l'Allemagne et remportée 1-0, avec des records de ballons récupérés (12), de duels remportés (13), et de fautes subies (4), se trouvant notamment à l'origine du but marqué contre son camp par Mats Hummels après une ouverture de l'extérieur du pied droit en direction de Lucas Hernandez. La France est éliminée en huitièmes de finale aux tirs au but par la Suisse, au cours d'une rencontre où il marque le but du 3-1 d'un tir dans la lucarne, mais où sa perte de ballon au milieu du terrain mène à l'égalisation Suisse 3-3 à la fin du temps réglementaire.
Paul Pogba se distingue également lors du « Final Four » de la Ligue des Nations disputé en Italie au mois d'octobre 2021, « Leader technique, capitaine sans brassard », il mène l'équipe de France à la victoire dans cette compétition, avec les victoires 3-2 face à la Belgique en demi-finale et 2-1 contre l'Espagne en finale. Alors qu'il quitte Manchester United pour revenir à la Juventus Turin, Paul Pogba doit déclarer forfait pour la Coupe du monde 2022 : blessé au genou droit au mois de juillet 2022, il tente tout d'abord d'éviter l'opération pour participer à son troisième Mondial, mais il doit finalement s'y résoudre et est opéré en septembre. En janvier 2023, une nouvelle blessure l'empêche de reprendre la compétition.
En septembre 2023, il est suspendu à la suite d'un contrôle antidopage positif aux métabolites de la testostérone, dans l'attente d'une contre-expertise. Il risque ainsi jusqu'à quatre ans de suspension, ce que le parquet antidopage italien requiert le 7 décembre 2023.

### Carrière musicale
En 2024, Paul Pogba se lance dans la musique avec le groupe ivoirien Team Paiya.

## Vie privée
En 2016, Paul Pogba est en couple avec la Dj Chantel Jeffries.
En mars 2018, Paul Pogba se marie avec la Bolivienne Maria Zulay Salaues. Ils ont ensemble trois fils.
Né d'un père chrétien et d'une mère musulmane, il se convertit à l'islam. Il effectue plusieurs fois la omra.

## Controverses

### Football Leaks
En décembre 2016 est révélée son implication dans le scandale Football Leaks. Il est en effet accusé d'évasion fiscale pour avoir domicilié une partie de ses importants revenus, notamment pour son droit à l'image, dans des paradis fiscaux (Luxembourg, Jersey et Irlande).
L'agent de Pogba, Mino Raiola, aurait reçu 49 millions d'euros pour avoir représenté les trois parties dans le cadre du transfert estimé à 100 millions d'euros de Paul Pogba de la Juventus vers Manchester United.

## Affaires judiciaires

### Tentatives d'extorsion en bande organisée
Le 3 août 2022, une enquête pour « tentatives d'extorsion en bande organisée » sur Paul Pogba est ouverte en France. Les enquêteurs indiquent que le joueur aurait été menacé par des « hommes armés » à Paris en mars 2022.
Selon les policiers, l'affaire impliquerait son frère Mathias Pogba, des amis d'enfance ainsi qu'un marabout. Il est révélé que 13 millions d'euros lui ont été réclamés pour éviter la diffusion de vidéos prétendument compromettantes à son encontre. Deux enquêtes sont ainsi ouvertes début août : l'une en France,, confiée à deux juges d'instruction ; l'autre en Italie,.
Le 2 septembre 2022, la procureure de la République indique dans un communiqué : « À l'issue des premières investigations, le parquet de Paris a ouvert ce jour une information judiciaire contre X des chefs d'extorsion avec arme en bande organisée, enlèvement ou séquestration avec libération avant le septième jour en bande organisée pour préparer ou faciliter la commission d'un crime ou d'un délit et participation à une association de malfaiteurs en vue de commettre un crime ».
Le 17 septembre 2022, Mathias Pogba et quatre autres suspects sont mis en examen et placés en détention provisoire,. Son frère est libéré le 23 décembre 2022 et placé sous contrôle judiciaire, avec l'interdiction de quitter le territoire, d'utiliser les réseaux sociaux et d'entrer en contact avec les protagonistes du dossier (dont Paul et sa mère).
La mère de Paul, Yeo Moriba, s'exprime notamment sur cette affaire dans un livre intitulé Et à la fin, on gagne paru en novembre 2022 aux éditions Fayard.
Le procès se déroule du 26 novembre au 3 décembre 2024 devant le tribunal correctionnel de Paris pour séquestration et tentative de racket. Son frère Mathias et plusieurs amis d'enfance de Paul, font partie des six prévenus. Ils sont finalement condamnés à des peines allant jusqu'à 8 ans de prison.

### Dopage
Le 20 août 2023, après un match de Serie A face à l'Udinese Calcio, Paul Pogba est contrôlé positif à la testostérone (chose confirmée par une contre-expertise). Le joueur indique avoir involontairement ingéré de l'adrénaline via des compléments alimentaires et qu'il « n'a jamais voulu enfreindre une règle ». Suspendu à titre provisoire par son club de la Juventus, le tribunal antidopage italien le condamne à quatre ans de suspension le 29 février 2024 ; le joueur annonce qu'il fera appel.
En octobre 2024, le Tribunal arbitral du sport (TAS) réduit sa suspension à 18 mois, permettant à Paul Pogba de retrouver les terrains à partir de mars 2025,.

## Statistiques

### Statistiques générales
| Saison                | Club                  | Championnat           | Championnat | Championnat | Championnat | Coupe nationale | Coupe nationale | Coupe nationale | Coupe de la Ligue | Coupe de la Ligue | Coupe de la Ligue | Supercoupe | Supercoupe | Supercoupe | Compétition(s) continentale(s) | Compétition(s) continentale(s) | Compétition(s) continentale(s) | Compétition(s) continentale(s) | Supercoupe UEFA | Supercoupe UEFA | Supercoupe UEFA | France | France | France | Total | Total | Total |
| Saison                | Club                  | Division              | M.          | B.          | P.d.        | M.              | B.              | P.d.            | M.                | B.                | P.d.              | M.         | B.         | P.d.       | Comp.                          | M.                             | B.                             | P.d.                           | M.              | B.              | P.d.            | M.     | B.     | P.d.   | M.    | B.    | P.d.  |
| 2011-2012             | Manchester United     | Premier League        | 3           | 0           | 0           | -               | -               | -               | 3                 | 0                 | 0                 | -          | -          | -          | C1+C3                          | 0+1                            | 0+0                            | 0+0                            | -               | -               | -               | -      | -      | -      | 7     | 0     | 0     |
| Sous-total            | Sous-total            | Sous-total            | 3           | 0           | 0           | 0               | 0               | 0               | 3                 | 0                 | 0                 | -          | -          | -          | -                              | 1                              | 0                              | 0                              | -               | -               | -               | -      | -      | -      | 7     | 0     | 0     |
| 2012-2013             | Juventus FC           | Serie A               | 27          | 5           | 0           | 2               | 0               | 0               | -                 | -                 | -                 | -          | -          | -          | C1                             | 8                              | 0                              | 0                              | -               | -               | -               | 2      | 0      | 0      | 39    | 5     | 0     |
| 2013-2014             | Juventus FC           | Serie A               | 36          | 7           | 7           | -               | -               | -               | -                 | -                 | -                 | 1          | 1          | 1          | C1+C3                          | 6+8                            | 0+1                            | 1+0                            | -               | -               | -               | 14     | 3      | 0      | 65    | 12    | 9     |
| 2014-2015             | Juventus FC           | Serie A               | 26          | 8           | 3           | 4               | 1               | 0               | -                 | -                 | -                 | 1          | 0          | 1          | C1                             | 10                             | 1                              | 2                              | -               | -               | -               | 7      | 2      | 1      | 48    | 12    | 7     |
| 2015-2016             | Juventus FC           | Serie A               | 35          | 8           | 12          | 5               | 1               | 0               | -                 | -                 | -                 | 1          | 0          | 1          | C1                             | 8                              | 1                              | 2                              | -               | -               | -               | 15     | 1      | 1      | 64    | 11    | 16    |
| Sous-total            | Sous-total            | Sous-total            | 124         | 28          | 22          | 11              | 2               | 0               | -                 | -                 | -                 | 3          | 1          | 3          | -                              | 40                             | 3                              | 5                              | -               | -               | -               | 38     | 6      | 2      | 216   | 40    | 32    |
| 2016-2017             | Manchester United     | Premier League        | 30          | 5           | 4           | 2               | 0               | 1               | 4                 | 1                 | 0                 | -          | -          | -          | C3                             | 15                             | 3                              | 1                              | -               | -               | -               | 9      | 2      | 2      | 60    | 11    | 8     |
| 2017-2018             | Manchester United     | Premier League        | 27          | 6           | 10          | 3               | 0               | 1               | 1                 | 0                 | 0                 | -          | -          | -          | C1                             | 5                              | 0                              | 1                              | 1               | 0               | 0               | 13     | 2      | 1      | 50    | 8     | 13    |
| 2018-2019             | Manchester United     | Premier League        | 35          | 13          | 9           | 3               | 1               | 1               | -                 | -                 | -                 | -          | -          | -          | C1                             | 9                              | 2                              | 1                              | -               | -               | -               | 9      | 0      | 1      | 56    | 16    | 12    |
| 2019-2020             | Manchester United     | Premier League        | 16          | 1           | 3           | 2               | 0               | 0               | 1                 | 0                 | 0                 | -          | -          | -          | C3                             | 3                              | 0                              | 0                              | -               | -               | -               | -      | -      | -      | 22    | 1     | 3     |
| 2020-2021             | Manchester United     | Premier League        | 26          | 3           | 3           | 2               | 0               | 1               | 3                 | 1                 | 0                 | -          | -          | -          | C1+C3                          | 5+6                            | 1+2                            | 2+1                            | -               | -               | -               | 15     | 1      | 1      | 57    | 8     | 8     |
| 2021-2022             | Manchester United     | Premier League        | 20          | 1           | 9           | 1               | 0               | 0               | 0                 | 0                 | 0                 | -          | -          | -          | C1                             | 6                              | 0                              | 0                              | -               | -               | -               | 7      | 0      | 1      | 34    | 1     | 10    |
| Sous-total            | Sous-total            | Sous-total            | 154         | 29          | 38          | 13              | 1               | 4               | 9                 | 2                 | 0                 | -          | -          | -          | -                              | 49                             | 8                              | 6                              | 1               | 0               | 0               | 53     | 5      | 6      | 279   | 45    | 54    |
| 2022-2023             | Juventus FC           | Serie A               | 6           | 0           | 0           | 1               | 0               | 0               | -                 | -                 | -                 | -          | -          | -          | C1+C3                          | 0+3                            | 0+0                            | 0+1                            | -               | -               | -               | -      | -      | -      | 10    | 0     | 1     |
| 2023-2024             | Juventus FC           | Serie A               | 2           | 0           | 0           | -               | -               | -               | -                 | -                 | -                 | -          | -          | -          | -                              | -                              | -                              | -                              | -               | -               | -               | -      | -      | -      | 2     | 0     | 0     |
| 2024-2025             | Juventus FC           | Serie A               | -           | -           | -           | -               | -               | -               | -                 | -                 | -                 | -          | -          | -          | C1                             | -                              | -                              | -                              | -               | -               | -               | -      | -      | -      | 0     | 0     | 0     |
| Sous-total            | Sous-total            | Sous-total            | 8           | 0           | 0           | 1               | 0               | 0               | 0                 | 0                 | 0                 | 0          | 0          | 0          | -                              | 3                              | 0                              | 1                              | 0               | 0               | 0               | 0      | 0      | 0      | 12    | 0     | 1     |
| 2025-2026             | AS Monaco             | Ligue 1               | -           | -           | -           | -               | -               | -               | -                 | -                 | -                 | -          | -          | -          | C1                             | -                              | -                              | -                              | -               | -               | -               | -      | -      | -      | 0     | 0     | 0     |
| Total sur la carrière | Total sur la carrière | Total sur la carrière | 289         | 57          | 61          | 25              | 3               | 4               | 12                | 2                 | 0                 | 3          | 1          | 3          | -                              | 93                             | 11                             | 12                             | 1               | 0               | 0               | 91     | 11     | 8      | 514   | 85    | 88    |

### Listes des matchs internationaux
Paul Pogba totalise 91 sélections et 11 buts avec l'équipe de France.
| Matchs internationaux de Paul Pogba | Matchs internationaux de Paul Pogba | Matchs internationaux de Paul Pogba                   | Matchs internationaux de Paul Pogba | Matchs internationaux de Paul Pogba | Matchs internationaux de Paul Pogba            | Matchs internationaux de Paul Pogba                                 |
|                                     | Date                                | Lieu                                                  | Adversaire                          | Résultats                           | Compétitions                                   |                                                                     |
| ----------------------------------- | ----------------------------------- | ----------------------------------------------------- | ----------------------------------- | ----------------------------------- | ---------------------------------------------- | ------------------------------------------------------------------- |
| 1.                                  | 22 mars 2013                        | Stade de France, Saint-Denis, France                  | Géorgie                             | 3 - 1                               | Éliminatoires Coupe du monde 2014              | Titulaire.                                                          |
| 2.                                  | 26 mars 2013                        | Stade de France, Saint-Denis, France                  | Espagne                             | 0 - 1                               | Éliminatoires Coupe du monde 2014              | Titulaire.                                                          |
| 3                                   | 10 septembre 2013                   | Central Stadium, Gomel, Biélorussie                   | Biélorussie                         | 2 - 4                               | Éliminatoires Coupe du monde 2014              | Titulaire.                                                          |
| 4.                                  | 11 octobre 2013                     | Parc des Princes, Paris, France                       | Australie                           | 6 - 0                               | Match amical                                   | Titulaire et remplacé par Blaise Matuidi à la 63e minute de jeu.    |
| 5.                                  | 15 octobre 2013                     | Stade de France, Saint-Denis, France                  | Finlande                            | 3 - 0                               | Éliminatoires Coupe du monde 2014              | Titulaire.                                                          |
| 6.                                  | 15 novembre 2013                    | Olimpiyskyi, Kiev, Ukraine                            | Ukraine                             | 0 - 2                               | Barrages Coupe du monde 2014                   | Titulaire.                                                          |
| 7.                                  | 19 novembre 2013                    | Stade de France, Saint-Denis, France                  | Ukraine                             | 3 - 0                               | Barrages Coupe du monde 2014                   | Titulaire.                                                          |
| 8.                                  | 5 mars 2014                         | Stade de France, Saint-Denis, France                  | Pays-Bas                            | 2 - 0                               | Match amical                                   | Titulaire et remplacé par Moussa Sissoko à la 81e minute de jeu.    |
| 9.                                  | 27 mai 2014                         | Stade de France, Saint-Denis, France                  | Norvège                             | 4 - 0                               | Match amical                                   | Titulaire et remplacé par Moussa Sissoko à la 46e minute de jeu.    |
| 10.                                 | 1er juin 2014                       | Allianz Riviera, Nice, France                         | Paraguay                            | 1 - 1                               | Match amical                                   | Titulaire.                                                          |
| 11.                                 | 8 juin 2014                         | Stade Pierre-Mauroy, Villeneuve-d'Ascq, France        | Jamaïque                            | 8 - 0                               | Match amical                                   | Entre en jeu à la place de Blaise Matuidi à la 72e minute de jeu.   |
| 12.                                 | 15 juin 2014                        | Stade José-Pinheiro-Borda, Porto Alegre, Brésil       | Honduras                            | 3 - 0                               | Coupe du monde 2014                            | Titulaire et remplacé par Moussa Sissoko à la 57e minute de jeu.    |
| 13.                                 | 20 juin 2014                        | Itaipava Arena Fonte Nova, Salvador, Brésil           | Suisse                              | 5 - 2                               | Coupe du monde 2014                            | Entre en jeu à la place d'Olivier Giroud à la 63e minute de jeu.    |
| 14.                                 | 25 juin 2014                        | Stade Maracanã, Rio de Janeiro, Brésil                | Équateur                            | 0 - 0                               | Coupe du monde 2014                            | Titulaire.                                                          |
| 15.                                 | 30 juin 2014                        | Estádio Nacional, Brasilia, Brésil                    | Nigeria                             | 2 - 0                               | Coupe du monde 2014                            | Titulaire.                                                          |
| 16.                                 | 4 juillet 2014                      | Stade Maracanã, Rio de Janeiro, Brésil                | Allemagne                           | 0 - 1                               | Coupe du monde 2014                            | Titulaire.                                                          |
| 17.                                 | 4 septembre 2014                    | Stade de France, Saint-Denis, France                  | Espagne                             | 1 - 0                               | Match amical                                   | Titulaire.                                                          |
| 18.                                 | 7 septembre 2014                    | Stade du Partizan, Belgrade, Serbie                   | Serbie                              | 1 - 1                               | Match amical                                   | Titulaire et remplacé par Blaise Matuidi à la 71e minute de jeu.    |
| 19.                                 | 11 octobre 2014                     | Stade de France, Saint-Denis, France                  | Portugal                            | 2 - 1                               | Match amical                                   | Titulaire.                                                          |
| 20.                                 | 14 octobre 2014                     | Stade Hrazdan, Erevan, Arménie                        | Arménie                             | 3 - 0                               | Match amical                                   | Entre en jeu à la place de Blaise Matuidi à la 46e minute de jeu.   |
| 21.                                 | 14 novembre 2014                    | Stade de la route de Lorient, Rennes, France          | Albanie                             | 1 - 1                               | Match amical                                   | Titulaire.                                                          |
| 22.                                 | 18 novembre 2014                    | Stade Vélodrome, Marseille, France                    | Suède                               | 1 - 0                               | Match amical                                   | Titulaire.                                                          |
| 23.                                 | 13 juin 2015                        | Elbasan Arena, Elbasan, Albanie                       | Albanie                             | 0 - 1                               | Match amical                                   | Entre en jeu à la place de Dimitri Payet à la 46e minute de jeu.    |
| 24.                                 | 4 septembre 2015                    | Stade José Alvalade XXI, Lisbonne, Portugal           | Portugal                            | 1 - 0                               | Match amical                                   | Titulaire.                                                          |
| 25.                                 | 7 septembre 2015                    | Stade Matmut-Atlantique, Bordeaux, France             | Serbie                              | 2 - 1                               | Match amical                                   | Titulaire.                                                          |
| 26.                                 | 13 novembre 2015                    | Stade de France, Saint-Denis, France                  | Allemagne                           | 2 - 0                               | Match amical                                   | Titulaire.                                                          |
| 27.                                 | 17 novembre 2015                    | Stade de Wembley, Londres, Angleterre                 | Angleterre                          | 0 - 2                               | Match amical                                   | Entre en jeu à la place de Blaise Matuidi à la 46e minute de jeu.   |
| 28.                                 | 25 mars 2016                        | Amsterdam ArenA, Amsterdam, Pays-Bas                  | Pays-Bas                            | 1 - 2                               | Match amical                                   | Titulaire et remplacé par Moussa Sissoko à la 86e minute de jeu.    |
| 29                                  | 29 mars 2016                        | Stade de France, Saint-Denis, France                  | Russie                              | 4 - 2                               | Match amical                                   | Titulaire et remplacé par Moussa Sissoko à la 69e minute de jeu.    |
| 30                                  | 30 mai 2016                         | Stade de la Beaujoire, Nantes, France                 | Cameroun                            | 3 - 2                               | Match amical                                   | Titulaire et remplacé par Moussa Sissoko à la 64e minute de jeu.    |
| 31.                                 | 4 juin 2016                         | Stade Saint-Symphorien, Longeville-lès-Metz, France   | Écosse                              | 3 - 0                               | Match amical                                   | Titulaire.                                                          |
| 32.                                 | 10 juin 2016                        | Stade de France, Saint-Denis, France                  | Roumanie                            | 2 - 1                               | Euro 2016                                      | Titulaire et remplacé par Anthony Martial à la 77e minute de jeu.   |
| 33.                                 | 15 juin 2016                        | Stade Vélodrome, Marseille, France                    | Albanie                             | 2 - 0                               | Euro 2016                                      | Entre en jeu à la place d'Anthony Martial à la 46e minute de jeu.   |
| 34.                                 | 19 juin 2016                        | Stade Pierre-Mauroy, Villeneuve-d'Ascq, France        | Suisse                              | 0 - 0                               | Euro 2016                                      | Titulaire.                                                          |
| 35.                                 | 26 juin 2016                        | Parc Olympique lyonnais, Décines-Charpieu, France     | République d'Irlande                | 2 - 1                               | Euro 2016                                      | Titulaire.                                                          |
| 36.                                 | 3 juillet 2016                      | Stade de France, Saint-Denis, France                  | Islande                             | 5 - 2                               | Euro 2016                                      | Titulaire.                                                          |
| 37.                                 | 7 juillet 2016                      | Stade Vélodrome, Marseille, France                    | Allemagne                           | 2 - 0                               | Euro 2016                                      | Titulaire.                                                          |
| 38.                                 | 11 juillet 2016                     | Stade de France, Saint-Denis, France                  | Portugal                            | 0 - 1                               | Euro 2016                                      | Titulaire.                                                          |
| 39.                                 | 1er septembre 2016                  | Stade San Nicola, Bari, Italie                        | Italie                              | 1 - 3                               | Match amical                                   | Titulaire.                                                          |
| 40.                                 | 6 septembre 2016                    | Borisov Arena, Borisov, Biélorussie                   | Biélorussie                         | 0 - 0                               | Éliminatoires de la Coupe du monde 2018        | Titulaire.                                                          |
| 41.                                 | 7 octobre 2016                      | Stade de France, Saint-Denis, France                  | Bulgarie                            | 4 - 1                               | Éliminatoires de la Coupe du monde 2018        | Titulaire.                                                          |
| 42.                                 | 10 octobre 2016                     | Amsterdam Arena, Amsterdam, Pays-Bas                  | Pays-Bas                            | 0 - 1                               | Éliminatoires de la Coupe du monde 2018        | Titulaire.                                                          |
| 43.                                 | 11 novembre 2016                    | Stade de France, Saint-Denis, France                  | Suède                               | 2 - 1                               | Éliminatoires de la Coupe du monde 2018        | Titulaire.                                                          |
| 44.                                 | 15 novembre 2016                    | Stade Bollaert-Delelis, Lens, France                  | Côte d'Ivoire                       | 0 - 0                               | Match amical                                   | Titulaire et remplacé par Moussa Sissoko à la 46e minute de jeu.    |
| 45.                                 | 2 juin 2017                         | Roazhon Park, Rennes, France                          | Paraguay                            | 5 - 0                               | Match amical                                   | Titulaire et remplacé par N'Golo Kanté à la 46e minute de jeu.      |
| 46.                                 | 9 juin 2017                         | Friends Arena, Solna, Suède                           | Suède                               | 2 - 1                               | Éliminatoires de la Coupe du monde 2018        | Titulaire.                                                          |
| 47.                                 | 13 juin 2017                        | Stade de France, Saint-Denis, France                  | Angleterre                          | 3 - 2                               | Match amical                                   | Titulaire.                                                          |
| 48.                                 | 31 août 2017                        | Stade de France, Saint-Denis, France                  | Pays-Bas                            | 4 - 0                               | Éliminatoires de la Coupe du monde 2018        | Titulaire.                                                          |
| 49.                                 | 3 septembre 2017                    | Stadium de Toulouse, Toulouse, France                 | Luxembourg                          | 0 - 0                               | Éliminatoires de la Coupe du monde 2018        | Titulaire.                                                          |
| 50.                                 | 23 mars 2018                        | Stade de France, Saint-Denis, France                  | Colombie                            | 2 - 3                               | Match amical                                   | Entre en jeu à la place de Blaise Matuidi à la 65e minute de jeu.   |
| 51.                                 | 27 mars 2018                        | Stade Krestovski, Saint-Pétersbourg, Russie           | Russie                              | 3 - 1                               | Match amical                                   | Titulaire.                                                          |
| 52.                                 | 28 mai 2018                         | Stade de France, Saint-Denis, France                  | République d'Irlande                | 2 - 0                               | Match amical                                   | Entre en jeu à la place de Corentin Tolisso à la 77e minute de jeu. |
| 53.                                 | 1er juin 2018                       | Allianz Riviera, Nice, France                         | Italie                              | 3 - 1                               | Match amical                                   | Titulaire et remplacé par Steven Nzonzi à la 86e minute de jeu.     |
| 54.                                 | 9 juin 2018                         | Parc Olympique lyonnais, Décines-Charpieu, France     | États-Unis                          | 1 - 1                               | Match amical                                   | Titulaire.                                                          |
| 55.                                 | 16 juin 2018                        | Kazan Arena, Kazan, Russie                            | Australie                           | 2 - 1                               | Coupe du monde 2018                            | Titulaire.                                                          |
| 56.                                 | 21 juin 2018                        | Iekaterinbourg Arena, Iekaterinbourg, Russie          | Pérou                               | 1 - 0                               | Coupe du monde 2018                            | Titulaire et remplacé par Steven Nzonzi à la 89e minute de jeu.     |
| 57.                                 | 30 juin 2018                        | Kazan Arena, Kazan, Russie                            | Argentine                           | 4 - 3                               | Coupe du monde 2018                            | Titulaire.                                                          |
| 58.                                 | 6 juillet 2018                      | Stade de Nijni Novgorod, Nijni Novgorod, Russie       | Uruguay                             | 2 - 0                               | Coupe du monde 2018                            | Titulaire.                                                          |
| 59.                                 | 10 juillet 2018                     | Stade de Saint-Pétersbourg, Saint-Pétersbourg, Russie | Belgique                            | 1 - 0                               | Coupe du monde 2018                            | Titulaire.                                                          |
| 60.                                 | 15 juillet 2018                     | Stade Loujniki, Moscou, Russie                        | Croatie                             | 4 - 2                               | Coupe du monde 2018 (Finale)                   | Titulaire.                                                          |
| 61.                                 | 6 septembre 2018                    | Allianz Arena, Munich, Allemagne                      | Allemagne                           | 0 - 0                               | Ligue des nations 2018-2019                    | Titulaire.                                                          |
| 62.                                 | 9 septembre 2018                    | Stade de France, Saint-Denis, France                  | Pays-Bas                            | 2 - 1                               | Ligue des nations 2018-2019                    | Titulaire.                                                          |
| 63.                                 | 11 octobre 2018                     | Stade de Roudourou, Guingamp, France                  | Islande                             | 2 - 2                               | Match amical                                   | Titulaire et remplacé par Tanguy Ndombele à la 67e minute de jeu.   |
| 64.                                 | 16 octobre 2018                     | Stade de France, Saint-Denis, France                  | Allemagne                           | 2 - 1                               | Ligue des nations 2018-2019                    | Titulaire.                                                          |
| 65.                                 | 22 mars 2019                        | Stade Zimbru, Chișinău, Moldavie                      | Moldavie                            | 1 - 4                               | Éliminatoires de l'Euro 2020                   | Titulaire.                                                          |
| 66.                                 | 25 mars 2019                        | Stade de France, Saint-Denis, France                  | Islande                             | 4 - 0                               | Éliminatoires de l'Euro 2020                   | Titulaire.                                                          |
| 67.                                 | 2 juin 2019                         | Stade de la Beaujoire, Nantes, France                 | Bolivie                             | 2 - 0                               | Match amical                                   | Titulaire.                                                          |
| 68.                                 | 8 juin 2019                         | Konya Büyükşehir, Konya, Turquie                      | Turquie                             | 2 - 0                               | Éliminatoires de l'Euro 2020                   | Titulaire.                                                          |
| 69.                                 | 11 juin 2019                        | Estadi Nacional, Andorre-la-Vieille, Andorre          | Andorre                             | 0 - 4                               | Éliminatoires de l'Euro 2020                   | Titulaire.                                                          |
| 70.                                 | 7 octobre 2020                      | Stade de France, Saint-Denis, France                  | Ukraine                             | 7 - 1                               | Match amical                                   | Entre en jeu à la place d'Eduardo Camavinga à la 59e minute de jeu. |
| 71.                                 | 11 octobre 2020                     | Stade de France, Saint-Denis, France                  | Portugal                            | 0 - 0                               | Ligue des nations 2020-2021                    | Titulaire.                                                          |
| 72.                                 | 14 octobre 2020                     | Stade Maksimir, Zagreb, Croatie                       | Croatie                             | 1 - 2                               | Ligue des nations 2020-2021                    | Entre en jeu à la place d'Adrien Rabiot à la 74e minute de jeu.     |
| 73.                                 | 11 novembre 2020                    | Stade de France, Saint-Denis, France                  | Finlande                            | 0 - 2                               | Match amical                                   | Titulaire.                                                          |
| 74.                                 | 14 novembre 2020                    | Estádio da Luz, Lisbonne, Portugal                    | Portugal                            | 0 - 1                               | Ligue des nations 2020-2021                    | Titulaire.                                                          |
| 75.                                 | 17 novembre 2020                    | Stade de France, Saint-Denis, France                  | Suède                               | 4 - 2                               | Ligue des nations 2020-2021                    | Titulaire.                                                          |
| 76.                                 | 24 mars 2021                        | Stade de France, Saint-Denis, France                  | Ukraine                             | 1 - 1                               | Éliminatoires de la Coupe du monde 2022        | Entre en jeu à la place d'Olivier Giroud à la 63e minute de jeu.    |
| 77.                                 | 28 mars 2021                        | Astana Arena, Noursoultan, Kazakhstan                 | Kazakhstan                          | 0 - 2                               | Éliminatoires de la Coupe du monde 2022        | Titulaire et remplacé par Adrien Rabiot à la 59e minute de jeu.     |
| 78.                                 | 31 mars 2021                        | Stade Grbavica, Sarajevo, Bosnie-Herzégovine          | Bosnie-Herzégovine                  | 0 - 1                               | Éliminatoires de la Coupe du monde 2022        | Titulaire.                                                          |
| 79.                                 | 2 juin 2021                         | Allianz Riviera, Nice, France                         | Pays de Galles                      | 3 - 0                               | Match amical                                   | Titulaire et remplacé par Kingsley Coman à la 63e minute de jeu.    |
| 80.                                 | 8 juin 2021                         | Stade de France, Saint-Denis, France                  | Bulgarie                            | 3 - 0                               | Match amical                                   | Titulaire.                                                          |
| 81.                                 | 15 juin 2021                        | Allianz Arena, Munich, Allemagne                      | Allemagne                           | 1 - 0                               | Euro 2020                                      | Titulaire.                                                          |
| 82.                                 | 19 juin 2021                        | Stade Ferenc-Puskás, Budapest, Hongrie                | Hongrie                             | 1 - 1                               | Euro 2020                                      | Titulaire et remplacé par Corentin Tolisso à la 76e minute de jeu.  |
| 83.                                 | 23 juin 2021                        | Stade Ferenc-Puskás, Budapest, Hongrie                | Portugal                            | 2 - 2                               | Euro 2020                                      | Titulaire.                                                          |
| 84.                                 | 28 juin 2021                        | Arena Națională, Bucarest, Roumanie                   | Suisse                              | 3 - 3 4-5 t.a.b                     | Euro 2020                                      | Titulaire.                                                          |
| 85.                                 | 1er septembre 2021                  | Stade de la Meinau, Strasbourg, France                | Bosnie-Herzégovine                  | 1 - 1                               | Éliminatoires de la Coupe du monde 2022        | Titulaire.                                                          |
| 86.                                 | 4 septembre 2021                    | Stade olympique de Kiev, Kiev, Ukraine                | Ukraine                             | 1 - 1                               | Éliminatoires de la Coupe du monde 2022        | Titulaire.                                                          |
| 87.                                 | 7 septembre 2021                    | Parc Olympique lyonnais, Décines-Charpieu, France     | Finlande                            | 2 - 0                               | Éliminatoires de la Coupe du monde 2022        | Titulaire.                                                          |
| 88.                                 | 7 octobre 2021                      | Juventus Stadium, Turin, Italie                       | Belgique                            | 2 - 3                               | Phase finale de la Ligue des nations 2020-2021 | Titulaire.                                                          |
| 89.                                 | 10 octobre 2021                     | Stade San Siro, Milan, Italie                         | Espagne                             | 1 - 2                               | Phase finale de la Ligue des nations 2020-2021 | Titulaire.                                                          |
| 90.                                 | 25 mars 2022                        | Stade Vélodrome, Marseille, France                    | Côte d'Ivoire                       | 2 - 1                               | Match amical                                   | Titulaire et remplacé par Adrien Rabiot à la 88e minute de jeu.     |
| 91.                                 | 29 mars 2022                        | Stade Pierre-Mauroy, Villeneuve-d'Ascq, France        | Afrique du Sud                      | 5 - 0                               | Match amical                                   | Entre en jeu à la place de N'Golo Kanté à la 65e minute de jeu.     |

#### Buts internationaux
|     | Date              | Lieu                                        | Compétition                                  | Résultat           | Adversaire  | Détail | Détail            | Détail | Sél. |
| --- | ----------------- | ------------------------------------------- | -------------------------------------------- | ------------------ | ----------- | ------ | ----------------- | ------ | ---- |
| 1er | 10 septembre 2013 | Central Stadium, Gomel, Biélorussie         | Éliminatoires Coupe du monde 2014            | V 2-4              | Biélorussie | 73e    | du pied droit     | 2-4    | 3e   |
| 2e  | 27 mai 2014       | Stade de France, Saint-Denis, France        | Match amical                                 | V 4-0              | Norvège     | 15e    | de la tête        | 1-0    | 9e   |
| 3e  | 30 juin 2014      | Stade Mané-Garrincha, Brasilia, Brésil      | Huitième de finale de la Coupe du monde 2014 | V 2-0              | Nigeria     | 79e    | de la tête        | 1-0    | 15e  |
| 4e  | 7 septembre 2014  | Stade du Partizan, Savski venac, Serbie     | Match amical                                 | N 1-1              | Serbie      | 13e    | du pied droit     | 0-1    | 18e  |
| 5e  | 11 octobre 2014   | Stade de France, Saint-Denis, France        | Match amical                                 | V 2-1              | Portugal    | 68e    | du pied droit     | 2-0    | 19e  |
| 6e  | 3 juillet 2016    | Stade de France, Saint-Denis, France        | Quart de finale de l'Euro 2016               | V 5-2              | Islande     | 19e    | de la tête        | 2-0    | 36e  |
| 7e  | 10 octobre 2016   | Amsterdam Arena, Amsterdam, Pays-Bas        | Éliminatoires Coupe du monde 2018            | V 0-1              | Pays-Bas    | 31e    | du pied droit     | 0-1    | 42e  |
| 8e  | 11 novembre 2016  | Stade de France, Saint-Denis, France        | Éliminatoires Coupe du monde 2018            | V 2-1              | Suède       | 57e    | de la tête        | 1-1    | 43e  |
| 9e  | 27 mars 2018      | Stade Krestovski, Saint-Pétersbourg, Russie | Match amical                                 | V 1-3              | Russie      | 49e    | c.f du pied droit | 0-2    | 51e  |
| 10e | 15 juillet 2018   | Stade Loujniki, Moscou, Russie              | Finale de la Coupe du monde 2018             | V 4-2              | Croatie     | 59e    | du pied gauche    | 3-1    | 60e  |
| 11e | 28 juin 2021      | Arena Națională, Bucarest, Roumanie         | Huitième de finale de l'Euro 2020            | N 3-3 4-5 t. a. b. | Suisse      | 75e    | du pied droit     | 3-1    | 84e  |

## Palmarès
| Juventus FC (8) | Manchester United (2) | Équipe de France (3) |
| --- | --- | --- |

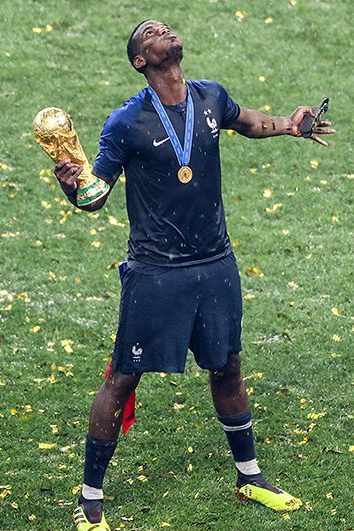
Champion du monde 2018 avec l'équipe de France.

| - Championnat d'Italie - Champion : 2013, 2014, 2015 et 2016. - Coupe d'Italie - Vainqueur : 2015, 2016. - Supercoupe d'Italie - Vainqueur : 2013 et 2015. - Finaliste : 2014. - Ligue des champions - Finaliste : 2015. | - Championnat d'Angleterre - Vice-champion : 2018, 2021. - Coupe d'Angleterre - Finaliste : 2018 . - Coupe de la Ligue anglaise - Vainqueur : 2017. - Ligue Europa - Vainqueur : 2017 - Finaliste : 2021. - Supercoupe de l'UEFA - Finaliste : 2017 . | - Coupe du monde - Vainqueur : 2018. - Championnat d'Europe - Finaliste : 2016. - Ligue des nations - Vainqueur : 2021. - Coupe du monde des moins de 20 ans - Vainqueur : 2013. |

### Distinctions personnelles
En 2013, il est élu meilleur joueur de la Coupe du monde -20 ans avant d'être élu « Golden Boy ».
En 2014, il reçoit la distinction de meilleur jeune joueur de la Coupe du monde 2014. Il est nommé pour le Ballon d'or 2014 pour la première fois de sa carrière et reçoit le Trophée Bravo.
L'année suivante, il est membre du Onze d'argent, membre de l'équipe de l'année UEFA et membre du FIFA/FIFPro World XI en 2015. Il termine à la 15e place du Ballon d'Or 2015. Comme en 2014, il fait partie de l'équipe de l'année de la Série A.
En 2016, il finit co-meilleur passeur de Serie A avec 12 passes décisives.
En 2017, il est membre de l'équipe-type de la Ligue Europa et est élu meilleur joueur de l'édition.
Il est classé 15e au Ballon d'Or 2018.
Il est membre de l'équipe-type de Premier League en 2019.

## Décoration
- Chevalier de la Légion d'honneur. Par décret du président de la République en date du 31 décembre 2018, tous les membres de l'équipe de France championne du monde 2018 sont promus au grade de chevalier de la Légion d'honneur[6].

## Style de jeu
Paul Pogba est capable d'évoluer à tous les postes du milieu de terrain, aussi bien devant la défense, qu'en meneur de jeu. Il est le plus souvent utilisé en tant que milieu relayeur, plus exactement dans un rôle de « piston ». Son profil se rapproche de celui de joueurs comme Yaya Touré ou Patrick Vieira.
Paul Pogba évolue dans des systèmes de jeux différents avec Manchester United (en meneur de jeu) et sous la direction de Didier Deschamps en équipe de France. Milieu relayeur gauche fortement décisif au côté de N'Golo Kanté avec la sélection ; Didier Deschamps lui donne pour consigne de moins se porter vers l'avant et d'organiser davantage la relance de l'équipe.